# Вайневиське нафтогазоконденсатне родовище
Вайневиське нафтогазоконденсатне родовище — одне з родовищ Тимано-Печорської нафтогазоносної провінції (Шапкіно-Юр`яхінський нафтогазоносний район). 

## Опис
Розташоване у 47 км на північний схід від Нар'ян-Мару. Знаходиться  в районі із слаборозвиненою інфраструктурою: до найближчої залізничної станції 280 км, до магістральних нафтопроводу та газопроводу 220 та 450 км відповідно.
Відкрите у 1973 році. Поклад масивного типу залягає на глибині 2300 метрів у породах середнього та верхнього карбону. Колектор — вапняки. Особливістю родовища є наявність у складі його газу певних домішок — азоту 5 %, сірководню 0,23 %.
Запаси за російською класифікаційною системою за категоріями С1+С2 становлять 85 млрд.м3 газу та 6,5 млн.т нафти.
Первісно зацікавленість у розробці структури виявляла державна компанія «Роснефть», яка у 2014 році вела перемовини з власником ліцензій на два інші родовища на сході Архангельської області (в тому числі Кумжинське) про створення проекту «Печора ЗПГ», що міг би виробляти до 8-10 млн.т зрідженого природного газу на рік та відправляти його морським шляхом. Проте в підсумку у 2016 році право на розробку Вайневиського та розташованого у 40 км на південний схід від нього Лаявозького родовищ отримав «Газпром», який переміг на аукціоні згадану вище «Роснефть» та «Лукойл».